# Sciobia mazarredoi
Sciobia mazarredoi är en insektsart som först beskrevs av Bolívar, I. 1881.  Sciobia mazarredoi ingår i släktet Sciobia och familjen syrsor. Inga underarter finns listade i Catalogue of Life.